# Stadsloggian, Hvar
Stadsloggian (kroatiska: Gradska loža) eller Loggian (Loža) är en kulturmärkt byggnad och loggia i staden Hvar på ön med samma namn i Kroatien. Den historiska byggnaden var under renässansen en av de viktigaste offentliga byggnaderna i staden och under den venetianska administrationen av Hvar (1420–1797) tjänade den bland annat som domstolsbyggnad. Sedan 1900-talets början har den tjänat som spainrättning, kafé, läsrum, danshall och mötesplats för den nationella eliten. På byggnadens tak, Sankt Markus terrass, finns idag en restaurang.

## Beskrivning och arkitektur
Stadsloggian är belägen i den västra delen av Sankt Stefans torg, framför Hotel Palace och väster om Klocktornet i centrala Hvar. Nuvarande utseende i renässans- och barockstil härrör från återuppbyggnaden i början av 1600-talet. Den eleganta fasaden med obelisker i miniatyr tillskrivs byggherren Tripun Bokanić.

## Historik
Den första Stadsloggian i Hvar omnämns år 1289 och därefter i Hvars kommunstatut från år 1331 . Den ursprungliga loggians placering i staden är idag okänd.
På 1400–1500-talet uppfördes en ny loggia på platsen för den nuvarande Stadsloggian. Den 19 oktober 1571 angrep de muslimska osmanerna staden Hvar som då skövlades och brändes ned. I attacken skadades loggian svårt men återuppbyggdes i början av 1600-talet. Stadsloggian låg i direkt anslutning till Rektorspalatset, den venetianske guvernörens residens som sedermera gav plats för vad som idag är Hotel Palace (ursprungligen Kejsarinnan Elisabeths rekreationshotell), och tjänade som domstolsbyggnad. I Stadsloggian hölls även offentliga auktioner för att driva in skatt- och tullinkomster.